# Dwars door Vlaanderen 2017
72. edycja wyścigu kolarskiego Dwars door Vlaanderen odbyła się w dniu 22 marca 2017 roku i liczyła 203,4 km. Start wyścigu miał miejsce w Roeselare a meta w Waregem. Wyścig figurował w rankingu światowym UCI World Tour 2017.

## Uczestnicy
Na starcie tego klasycznego wyścigu stanęło 25 zawodowych ekip, szesnaście drużyn jeżdżących w UCI World Tour 2017 i dziewięć profesjonalnych zespołów zaproszonych przez organizatorów z tzw. "dziką kartą".
| Numery  | Kod | Drużyna            |
| ------- | --- | ------------------ |
| 1-8     | LTS | Lotto Soudal       |
| 11-18   | QST | Quick-Step Floors  |
| 21-28   | CDT | Cannondale-Drapac  |
| 31-38   | MOV | Movistar Team      |
| 41-48   | TFS | Trek-Segafredo     |
| 51-58   | BMC | BMC Racing Team    |
| 61-68   | ORS | Orica-Scott        |
| 71-78   | SUN | Team Sunweb        |
| 81-88   | FDJ | FDJ                |
| 91-98   | ALM | Ag2r-La Mondiale   |
| 101-108 | TLJ | Team LottoNL-Jumbo |
| 111-118 | AST | Astana Pro Team    |
| 121-128 | TBM | Bahrain-Merida     |

| Numery  | Kod | Drużyna                      |
| ------- | --- | ---------------------------- |
| 131-138 | UAD | UAE Team Emirates            |
| 141-148 | KAT | Team Katusha-Alpecin         |
| 151-158 | BOH | Bora-Hansgrohe               |
| 161-168 | DEN | Direct Énergie               |
| 171-178 | COF | Cofidis                      |
| 181-188 | WGG | Wanty-Groupe Gobert          |
| 191-198 | SVB | Sport Vlaanderen–Baloise     |
| 201-208 | RNL | Roompot-Nederlandse Loterij  |
| 211-218 | VWC | Verandas Willems-Crelan      |
| 221-228 | GAZ | Gazprom-RusVelo              |
| 231-238 | ICA | Israel Cycling Academy       |
| 241-248 | WVA | WB-Veranclassic-Aqua Protect |

## Klasyfikacja generalna
| M-ce | Imię i nazwisko   | Kraj       | Drużyna            | Czas       |
| ---- | ----------------- | ---------- | ------------------ | ---------- |
| 1.   | Yves Lampaert     | Belgia     | Quick-Step Floors  | 4h 47' 26" |
| 2.   | Philippe Gilbert  | Belgia     | Quick-Step Floors  | + 39"      |
| 3.   | Aleksiej Łucenko  | Kazachstan | Astana Pro Team    | + 39"      |
| 4.   | Luke Durbridge    | Australia  | Orica-Scott        | + 39"      |
| 5.   | Dylan Groenewegen | Holandia   | Team LottoNL-Jumbo | + 1' 03"   |
| 6.   | Oliver Naesen     | Belgia     | Ag2r-La Mondiale   | + 1' 03"   |
| 7.   | Tiesj Benoot      | Belgia     | Lotto Soudal       | + 1' 03"   |
| 8.   | Dylan van Baarle  | Holandia   | Cannondale-Drapac  | + 1' 03"   |
| 9.   | Mitchell Docker   | Australia  | Orica-Scott        | + 1' 03"   |
| 10.  | Florian Sénéchal  | Francja    | Cofidis            | + 1' 03"   |